# Новели Красного дому
«Новели Красного дому» — радянський художній фільм-мелодрама 1963 року, знятий режисерами Миколою Мащенком і Ігорем Вєтровим на Кіностудії ім. О. Довженка.

## Сюжет
У роки Німецько-радянської війни герой фільму — Максим, — відступаючи разом із військами, залишає рідне українське село. Через роки, після завершення війни, Максим приїздить у рідне село працювати агрономом. Він закохується у дівчину Дусю, у якій впізнає дівчинку, яка приносила молоко під час війни. Фільм оповідає не лише про кохання Максима та Дусі, а також про боротьбу головного героя з нечесним головою колгоспу.

## У ролях
- Людмила Мерщій — Дуся
- Юліан Панич — Максим Сивошапко
- Віктор Чекмарьов — Стоколос
- Микола Волков — професор
- Євген Гвоздьов — Андрій Рубан
- Володимир Волков — епізод
- Павло Шкрьоба — епізод
- Федір Гладков — епізод
- Касим Мухутдінов — епізод
- Микола Талюра — епізод

## Знімальна група
- Режисери — Микола Мащенко, Ігор Вєтров
- Сценарист — Василь Земляк
- Оператор — Микола Кульчицький
- Композитор — Климентій Домінчен